# Nesolynx fulvocephala
Nesolynx fulvocephala is een vliesvleugelig insect uit de familie Eulophidae. De wetenschappelijke naam is voor het eerst geldig gepubliceerd in 1951 door Risbec.